# Spirama
Spirama är ett släkte av fjärilar. Spirama ingår i familjen nattflyn.

## Bildgalleri

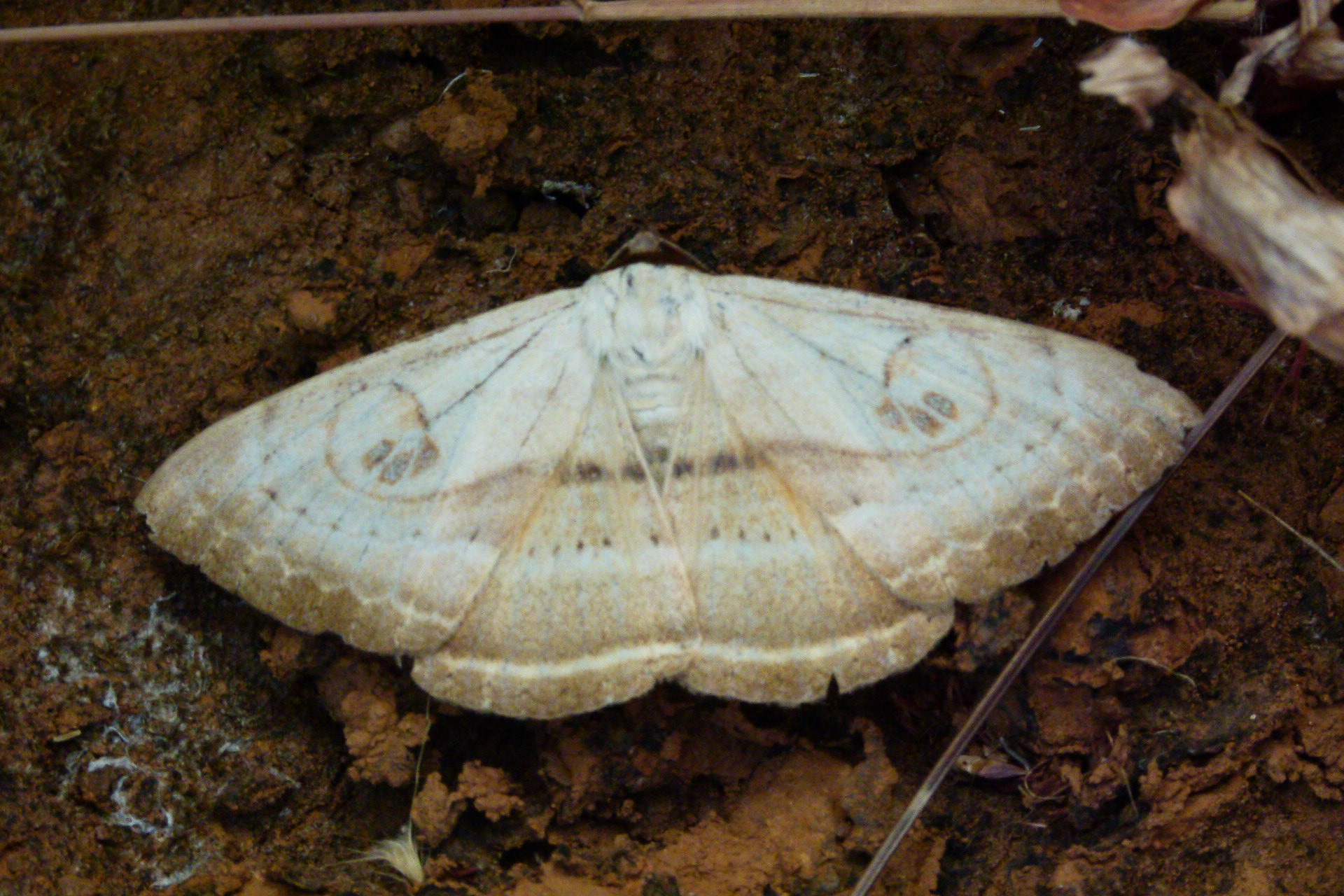

## Dottertaxa tillSpirama, i alfabetisk ordning[1]
- Spirama aegrota
- Spirama biformis
- Spirama bilobata
- Spirama capitulifera
- Spirama carnea
- Spirama chimista
- Spirama cohaerens
- Spirama confusa
- Spirama crameriana
- Spirama euphrages
- Spirama funestis
- Spirama glaucescens
- Spirama griseisigna
- Spirama grisescens
- Spirama guttata
- Spirama helicina
- Spirama inaequalis
- Spirama inconspicua
- Spirama indenta
- Spirama innotata
- Spirama isabella
- Spirama japonica
- Spirama jinchuena
- Spirama kalaoensis
- Spirama macromacula
- Spirama martha
- Spirama miniata
- Spirama modesta
- Spirama mollis
- Spirama nyctea
- Spirama ochrithorax
- Spirama plicata
- Spirama prunicolora
- Spirama recessa
- Spirama remota
- Spirama retorta
- Spirama revolvens
- Spirama rosacea
- Spirama rubicunda
- Spirama signata
- Spirama simplicior
- Spirama spiralis
- Spirama suffumosa
- Spirama tenimberensis
- Spirama triloba
- Spirama viridecinerea
- Spirama voluta